# 藤やんうれしーの水曜どうでそうTV
藤やんうれしーの水曜どうでそうTV（ふじやんうれしーのすいようどうでそうテレビ）とは、北海道テレビ（HTB）制作のテレビバラエティ番組『水曜どうでしょう』のディレクター・藤村忠寿（藤やん）と嬉野雅道（うれしー）が開設したYouTubeチャンネルである。

## 概要
YouTuberたちが「数億円も稼いでいる」ということを聞き、「オレもちょっとやってみよ」と思った藤村が、嬉野と共に2019年2月に開設。
番組の公式YouTubeでないため、「どうでしょう」と言ってしまうとHTBから怒られる（らしい）ため、「どうでそう」とした。ちなみに嬉野からは「どうで草」「どうで荘」などといった案がでてきた。後に嬉野は、自身が2019年に還暦を迎えHTBを定年退職した（2023年現在は嘱託として勤務）ことを踏まえ、「いずれそう遠くない未来、ぼくも藤村さんも2人ともHTBを離れます」「そのときになって慌てて拠点作りを始めるというのではね、ちょっと遅すぎるかな、と思えた」と語り、「どうで荘」には2人の定年後の拠点という意味もあったとしている。
お酒が好きで、お酒レビュー動画も出している。特に赤ワインが好きである。
チャンネル開設から1日で登録者数10万人を突破した。
動画の更新は毎週水曜日と土曜日の20時前後とされている。
「水曜どうでしょう」関連の動画が多い。ゲストを呼ぶこともある。たまにライブ配信を行う。
2021年からは、ゲンロンが運営する動画配信プラットフォーム「シラス」上で、「どうで荘ゼミナール」と題した有料配信も不定期に実施している。

## ゲスト出演者
- 鈴井貴之[8]
- 神谷浩史・下野紘・小野大輔（声の出演）[9]
- 堀江貴文[10]
- 佐藤麻美[11]
- 真壁伸弥[12]
- 西田二郎[13]
- 西村博之[14]
- 柏原竜二[15]
- マックスむらい[16]
- 釣りよかでしょう。[17]